# Frances Walsingham

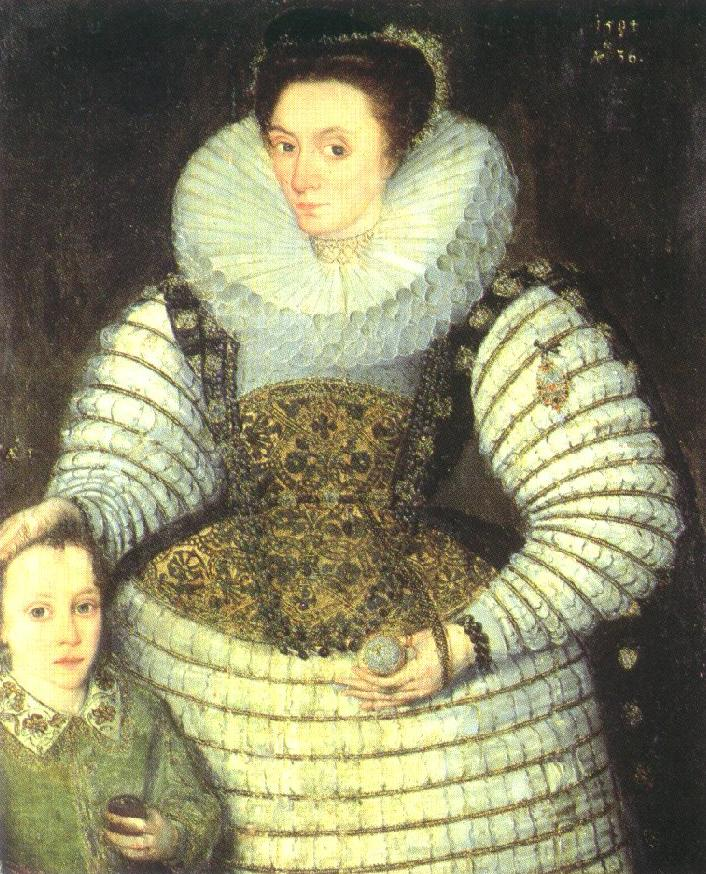
Frances Walsingham, grevinna av Essex, och hennes son Robert
av Robert Peake d.ä., 1594

Frances Walsingham (även Frances Devereux, grevinna av Essex), född 1569, död den 13 februari 1631 var en engelsk hovdam. Hon var hovdam åt Elisabet I av England. 

## Biografi
Frances Walsingham var enda dotter till Ursula St. Barbe och sir Francis Walsingham, statssekreterare åt Elisabet I. Under sin tjänstgöring som hovdam åt drottningen träffade hon, och gifte sig med, sir Philip Sidney år 1583. Sidney avled bara tre år senare, efter att ha sårats i  slaget vid Zutphen. År 1590 dog även Frances far, som gått till historien som upphovsmannen till det engelska underrättelseväsendet, och Frances lämnades att klara sig på ett årligt underhåll på 300 pund.  
År 1590  gifte Frances om sig, denna gång med Robert Devereux, 2:e earl av Essex. Philip Sidney hade bett Essex att ta hand om Frances strax innan han avled under kriget på kontinenten. Äktenskapet väckte dock drottningens missnöje. Det sades att Elisabet själv hyste romantiska känslor för den stilige earlen, som var styvson till drottningens största kärlek, Robert Dudley, 1:e earl av Leicester. Essex var också barnbarns barn till två av Henrik VIIIs älskarinnor: Mary Boleyn, syster till drottning Anne Boleyn, samt  Anne Stafford, grevinna av Huntingdon. Teorin att Catherine Carey, dotter till Mary Boleyn och Essex farmor, var oäkta dotter till Henrik VIII har förts fram med jämna mellanrum i historien. Om detta stämmer skulle det innebära att Frances Walsinghams barn var barnbarns barnbarn till Englands mest beryktade kung.
Earlen av Essex avrättades år 1601, efter att ha försökt genomföra en statskupp. Frances hade tre barn med sin andra man, Frances Seymour, hertiginna av Somerset, Robert och Dorothy. Robert ärvde efter faderns död titeln earl av Essex och refereras därför till i historien som Robert Devereux, 3:e earl av Essex. 
År 1603 gifte sig Frances för tredje gången, nu med Richard De Burgh, 4:e earl av Clanricarde. Paret fick en dotter tillsammans, Honor, som giftes in i den hertigliga familjen Winchester.